# Palmarès dell'Amsterdamsche Football Club Ajax
L'Amsterdamsche Football Club Ajax, (Euronext: AJAX), meglio noto semplicemente come Ajax, è una società calcistica olandese con sede nella città di Amsterdam.
L'Ajax, che occupa il primo posto della classifica perpetua dell'Eredivisie, è la squadra più titolata dei Paesi Bassi in ambito nazionale, avendo vinto 36 campionati, 20 Coppe dei Paesi Bassi, 9 Supercoppe dei Paesi Bassi, nonché la squadra olandese più decorata in ambito internazionale e una tra le più vittoriose al mondo, potendo vantare 4 Coppe dei Campioni/UEFA Champions League, una Coppa delle Coppe, una Coppa UEFA, 2 Supercoppe europee (è stata la prima compagine a vincere questa competizione) e 2 Coppe Intercontinentali. È anche uno dei cinque club, insieme con Juventus, Bayern Monaco, Chelsea e Manchester Utd, che sono riusciti a vincere tutti e tre le maggiori competizioni europee di calcio per club (Coppa dei Campioni/Champions League, Coppa delle Coppe e Coppa UEFA/Europa League). Inoltre è una delle cinque società calcistiche europee, insieme con Juventus, Bayern Monaco, Chelsea e Manchester United, ad avere vinto almeno una edizione di ogni competizione UEFA per club a cui ha partecipato, oltre ad aver vinto, per prima, la Coppa Piano Karl Rappan (antenata della Coppa Intertoto UEFA). È stata la prima olandese a centrare il treble classico (campionato, coppa nazionale, Coppa dei Campioni/Champions League) nella stagione 1971-1972.

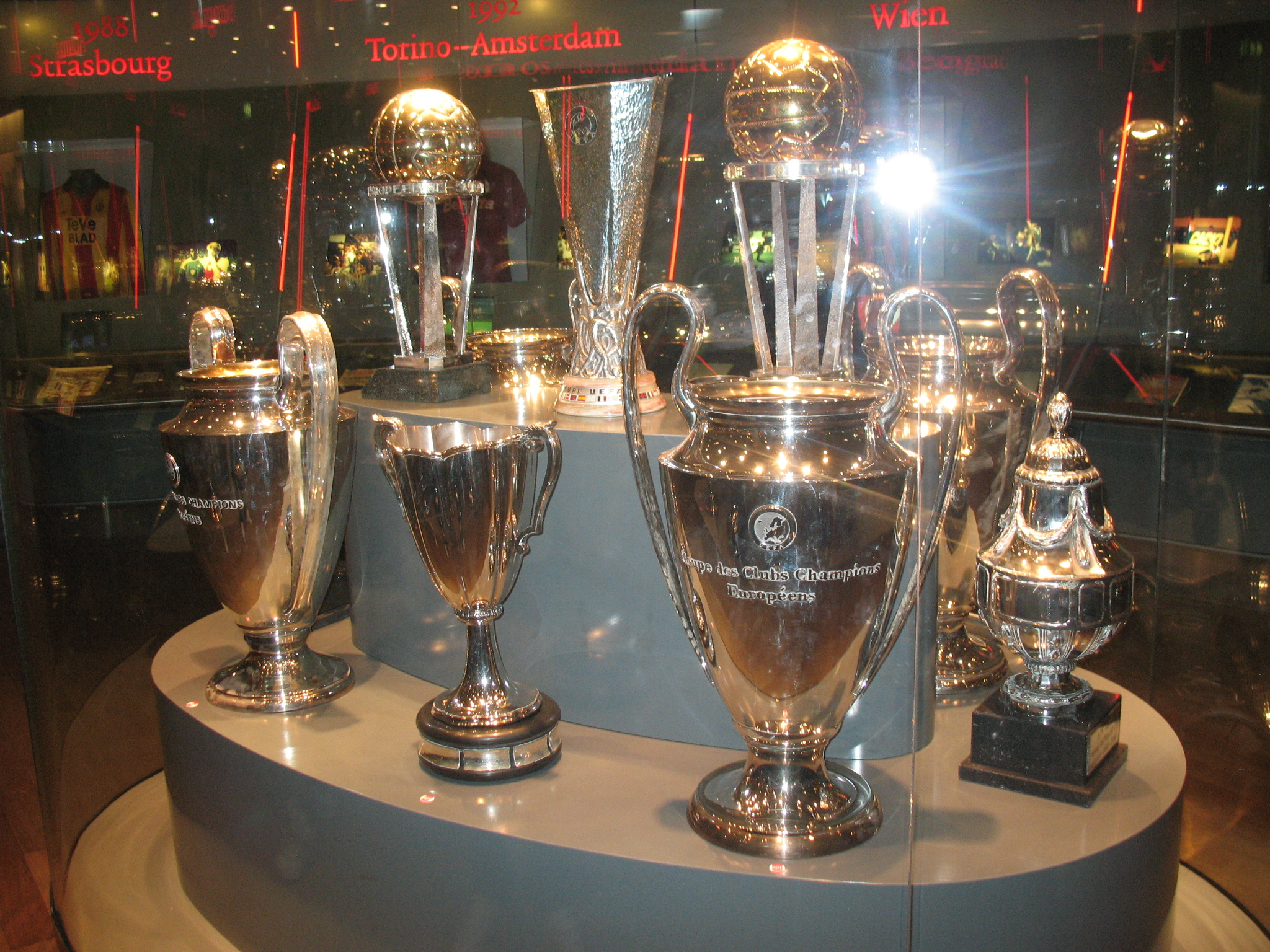
Alcuni dei trofei vinti dall'Ajax

## Competizioni nazionali
- Campionato olandese: 36   (record)

1917-1918, 1918-1919, 1930-1931, 1931-1932, 1933-1934, 1936-1937, 1938-1939, 1946-1947, 1956-1957, 1959-1960, 1965-1966, 1966-1967, 1967-1968, 1969-1970, 1971-1972, 1972-1973, 1976-1977, 1978-1979, 1979-1980, 1981-1982, 1982-1983, 1984-1985, 1989-1990, 1993-1994, 1994-1995, 1995-1996, 1997-1998, 2001-2002, 2003-2004, 2010-2011, 2011-2012, 2012-2013, 2013-2014, 2018-2019, 2020-2021, 2021-2022
- Coppa dei Paesi Bassi: 20  (record)

1916-1917, 1942-1943, 1960-1961, 1966-1967, 1969-1970, 1970-1971, 1971-1972, 1978-1979, 1982-1983, 1985-1986, 1986-1987, 1992-1993, 1997-1998, 1998-1999, 2001-2002, 2005-2006, 2006-2007, 2009-2010, 2018-2019, 2020-2021
- Supercoppa dei Paesi Bassi: 9

1993, 1994, 1995, 2002, 2005, 2006, 2007, 2013, 2019

## Competizioni internazionali
- Coppa Intercontinentale: 2  (record olandese)

1972, 1995
- Coppa dei Campioni/UEFA Champions League: 4  (record olandese)

1970-1971, 1971-1972, 1972-1973, 1994-1995
- Coppa delle Coppe: 1  (record olandese)

1986-1987
- Coppa UEFA: 1

1991-1992
- Supercoppa UEFA: 2  (record olandese)

1973, 1995
- Coppa Piano Karl Rappan: 1

1961-1962
- Coppa dei Vincitori: 1

1935
- Coppa Intertoto: 1

1968

## Competizioni giovanili
- Torneo Internazionale Under-19 Bellinzona: 1

1975

## Altri piazzamenti
- Campionato olandese:

Secondo posto: 1927-1928, 1929-1930, 1935-1936, 1945-1946, 1960-1961, 1962-1963, 1968-1969, 1970-1971, 1977-1978, 1980-1981, 1985-1986, 1986-1987, 1987-1988, 1988-1989, 1990-1991, 1991-1992, 2002-2003, 2004-2005, 2006-2007, 2007-2008, 2009-2010, 2014-2015, 2015-2016, 2016-2017, 2017-2018, 2024-2025
Terzo posto: 1920-1921, 1926-1927, 1934-1935, 1957-1958, 1973-1974, 1974-1975, 1975-1976, 1983-1984, 1992-1993, 2000-2001, 2008-2009, 2022-2023
- Coppa dei Paesi Bassi:

Finalista: 1977-1978, 1979-1980, 1980-1981, 2010-2011, 2013-2014, 2021-2022, 2022-2023
Semifinalista: 1963-1964, 1973-1974, 1982-1983, 1989-1990, 1993-1994, 2002-2003, 2004-2005, 2012-2013
- Supercoppa dei Paesi Bassi:

Finalista: 1996, 1998, 1999, 2004, 2010, 2011, 2012, 2014, 2021
- Supercoppa UEFA:

Finalista: 1987
- Coppa dei Campioni/UEFA Champions League:

Finalista: 1968-1969, 1995-1996
Semifinalista: 1979-1980, 1996-1997, 2018-2019
- Coppa delle Coppe:

Finalista: 1987-1988
- UEFA Europa League:

Finalista: 2016-2017
- Coppa delle Fiere:

Semifinalista: 1969-1970
- UEFA Youth League:

Semifinalista: 2019-2020